# Morion attenuatus
Morion attenuatus is een keversoort uit de familie van de loopkevers (Carabidae). De wetenschappelijke naam van de soort is, met een spelfout in de geslachtsnaam (Morio), voor het eerst geldig gepubliceerd in 1922 door Barker.